# Дол

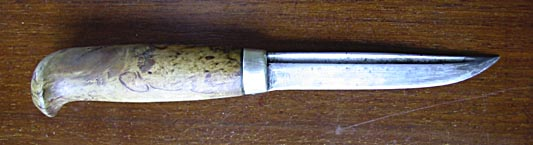
финский нож с долом на клинке

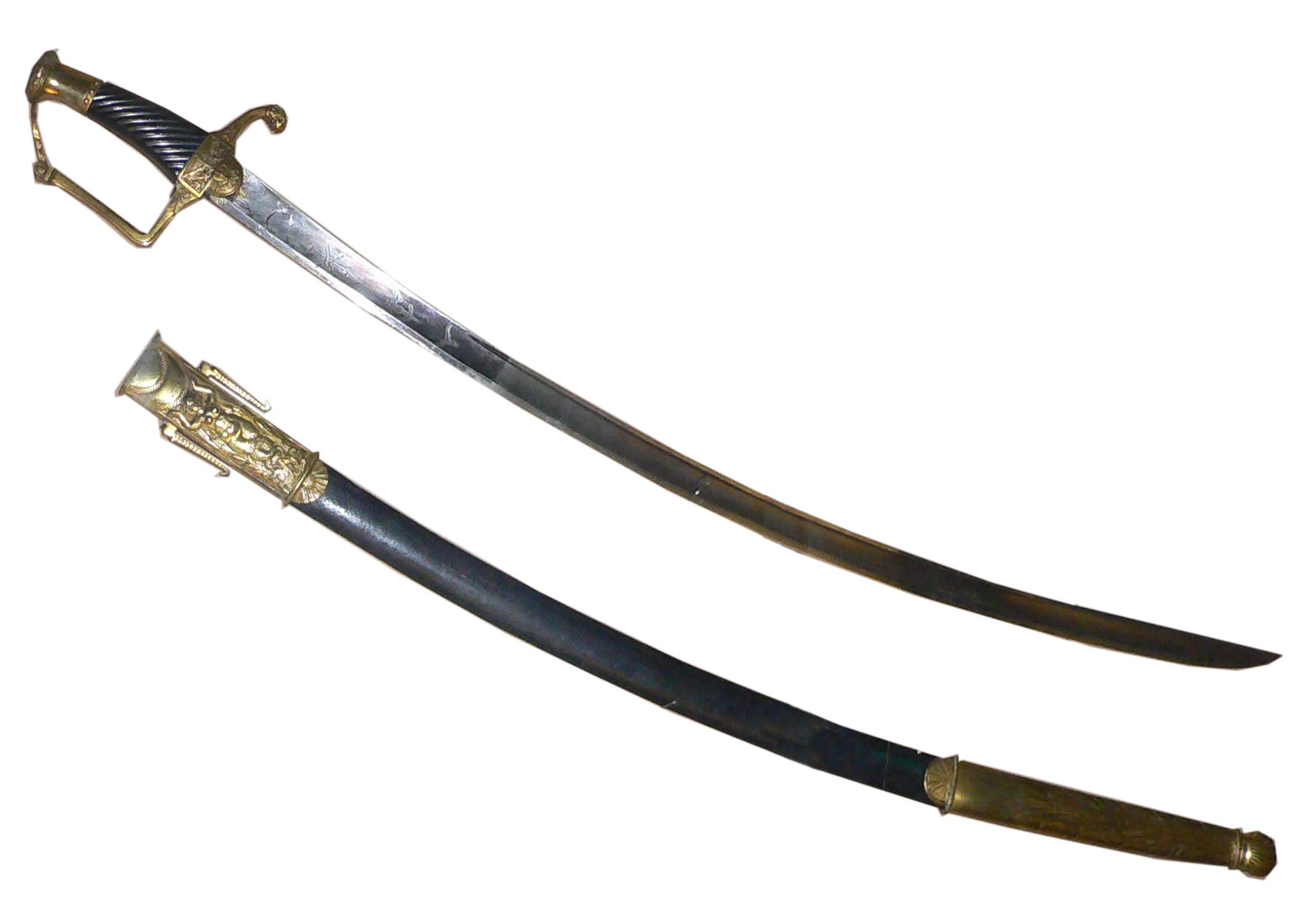
Долы на длинноклинковом оружии практически на всю ширину клинка. Французская сабля XIX века

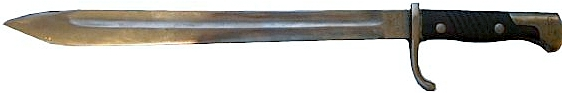
Клинок с тонкими долами. Германский штык образца 1898—1905 годов

Долы в стиле длинноклинкового оружия на ноже. Нож Н. Э. Р. К. А. 2004 года

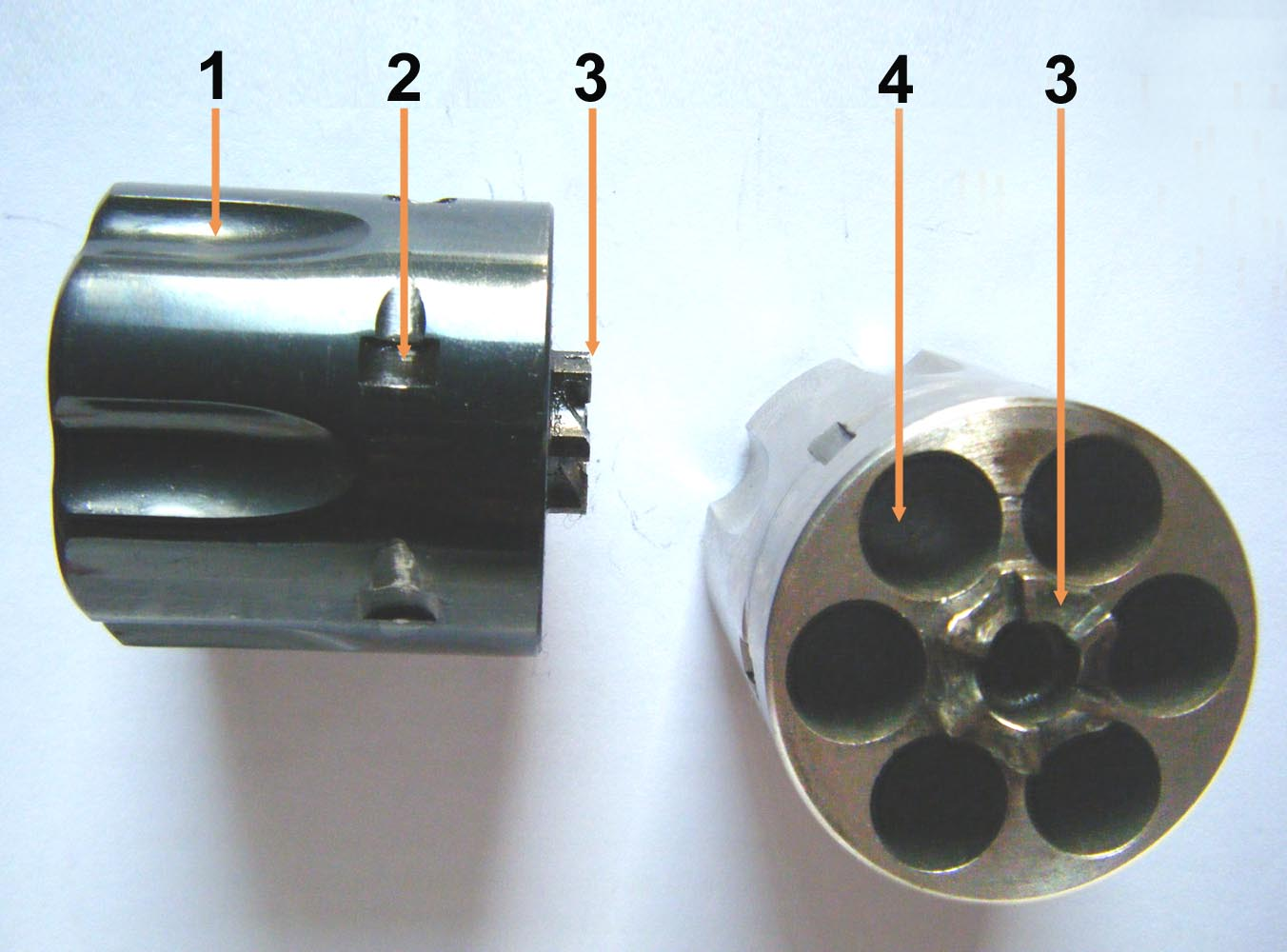
1 — долы в барабане револьвера

Дол (до́ла) (общеслав. долъ,  — «долина») — жёлоб, продольное углубление на клинке холодного оружия, на револьверном барабане, инструментах, предназначенное главным образом для его облегчения с сохранением прочностных характеристик изделия.
Впервые появляется на клинковом оружии бронзового века. Особенно широко дол используют на оружии с длинным клинком (мечи одноручные и двуручные, палаши).

## Назначение
Первая и самая очевидная функция дола — облегчение клинка, при тех же габаритных размерах сечения клинок с долами имеет ощутимо меньшую массу, хотя и теряет незначительно в прочности и жёсткости, чем клинок без долов. Аналогично при той же массе (сохранении площади поперечного сечения) долы позволяют увеличить габариты поперечного сечения клинка и за счёт этого в некоторых случаях (зависит от полученной геометрии сечения клинка) увеличить момент инерции поперечного сечения, что приводит к увеличению прочности на изгиб и кручение.
В сечении клинок с симметричными широкими долами подобен двутавру, который известен значительной жёсткостью при малой массе. Если дол выполняют ковкой, то в этом месте (обычно ближе к обуху) происходит упрочнение материала клинка, что позволяет формировать лезвие ковкой без риска значительной деформации (искривления) в плоскости клинка, сильного «задирания» острия клинка над линией обуха. Тем не менее, способ формирования дола при одинаковой геометрии сечения почти не влияет на прочность клинка, так как увеличение плотности металла при ковке незначительно и обычно выражается долями процента, а неупругая деформация металла — так называемый «наклёп» — в районе дола сводится на нет рекристаллизацией материала клинка при термообработке.
При термообработке тонкое лезвие и толстый обух клинка нагреваются и остывают неравномерно. Долы выравнивают температурные режимы, снижая массу толстой части клинка.
Долами изменяется баланс массы клинок-рукоять. На некоторых типах ножей широкие долы предотвращают налипание (намерзание в зимних условиях) на клинок разрезаемого материала (в частности пищевого продукта), уменьшая площадь контакта голомени клинка с плоскостью разреза. На короткоклинковом оружии и инструменте — значима скорее эстетическая функция дола. Зачастую дол неправильно именуют недопустимым в терминологии разговорным аналогом «кровосток», что объясняется тем, что кровь действительно вытекает из раненого тела по долу проникшего в тело оружия, но дол на клинке делается не для этого.
По другой версии, дол — необходим по технологии изготовления клинка. На горячую заготовку клали холодный прут круглого сечения и вбивали в неё, образуя дол, сначала с одной стороны, а потом с другой. Затем заготовку вкладывали в штамп с соответствующими выпуклостями, входящими в дол, что препятствовало смещению детали при ударах и соответственно значительно снижало количество брака.